# 500 Milhas de Indianápolis de 1958
Resultados da quadragésima segunda edição das 500 Milhas de Indianápolis realizadas no Indianapolis Motor Speedway à 30 de maio de 1958, valendo também como quarta etapa do mundial de Fórmula 1. O vencedor foi o norte-americano Jimmy Bryan. Contou com a participação de Juan Manuel Fangio, em um Kurtis Kraft 500F, que não se classificou.

## Resumo
A corrida é mais conhecida pelo acidente envolvendo 15 carros logo na primeira volta, o que resultou na morte do piloto favorito dos fãs, Pat O'Connor.

### Treino classificatório
| Pos. | Nº | Piloto            | Equipe                    | Chassi                | Motor               | Pneu | Tempo    | Diferença |
| ---- | -- | ----------------- | ------------------------- | --------------------- | ------------------- | ---- | -------- | --------- |
| 1    | 97 | Dick Rathmann     | McNamara/Kalamazoo Sports | Watson Indy Raodster  | Offenhauser L4 4.5  | F    | 1'01"655 |           |
| 2    | 5  | Ed Elisian        | John Zink                 | Watson Indy Roadster  | Offenhauser L4 4.5  | F    | 1'01"675 | "020      |
| 3    | 16 | Jimmy Reece       | John Zink                 | Watson Indy Roadster  | Offenhauser L4 4.5  | F    | 1'01"850 | "195      |
| 4    | 14 | Bob Veith         | Bowes Seal Fast Racing    | Kurtis Kraft 500G     | Offenhauser L4 4.5  | F    | 1'02"120 | "465      |
| 5    | 4  | Pat O'Connor      | Sumar/Chapman Root        | Kurtis Kraft 500G     | Offenhauser L4 4.5  | F    | 1'02"145 | "490      |
| 6    | 45 | Johnnie Parsons   | Fred Gerhardt             | Kurtis Kraft 500G     | Offenhauser L4 4.5  | F    | 1'02"205 | "550      |
| 7    | 1  | Jimmy Bryan       | Belond AP/George Salih    | Epperly Indy Roadster | Offenhauser L44 4.5 | F    | 1'02"420 | "765      |
| 8    | 9  | Johnny Boyd       | Bowes Seal Fast Racing    | Kurtis Kraft 500G     | Offenhauser L4 4.5  | F    | 1'02"490 | "835      |
| 9    | 33 | Tony Bettenhausen | Jones & Maley Cars        | Epperly Indy Roadster | Offenhauser L4 4.5  | F    | 1'02"535 | "880      |
| 10   | 25 | Jack Turner       | Massaglia Hotels          | Lesovsky ??           | Offenhauser L4 4.5  | F    | 1'02"745 | 1"090     |
| 11   | 8  | Rodger Ward       | Wolcott Fuel Injection    | Lesovsky ??           | Offenhauser L4 4.5  | F    | 1'02"820 | 1"165     |
| 12   | 29 | A.J. Foyt         | Dean Van Lines            | Kuzma Indy Roadster   | Offenhauser L4 4.5  | F    | 1'02"880 | 1"225     |
| 13   | 26 | Don Freeland      | Bob Estes                 | Phillips ???          | Offenhauser L4 4.5  | F    | 1'02"922 | 1"267     |
| 14   | 15 | Paul Russo        | Novi Racing               | Kurtis Kraft 500F     | Novi L8 c 3.0       | F    | 1'02"955 | 1"300     |
| 15   | 43 | Billy Garrett     | H.A. Chapman              | Kurtis Kraft 500G     | Offenhauser L4 4.5  | F    | 1'03"035 | 1"380     |
| 16   | 31 | Paul Goldsmith    | City of Daytona           | Kurtis Kraft 500G     | Offenhauser L4 4.5  | F    | 1'03"050 | 1"395     |
| 17   | 65 | Bob Christie      | Federal Engineering       | Kurtis Kraft 500C     | Offenhauser L4 4.5  | F    | 1'03"268 | 1"613     |
| 18   | 88 | Eddie Sachs       | Peter Schmidt             | Kuzma Indy Roadster   | Offenhauser L4 4.5  | F    | 1'04"215 | 2"560     |
| 19   | 44 | Jud Larson        | John Zink                 | Watson Indy Roadster  | Offenhauser L4 4.5  | F    | 1'04"712 | 3"057     |
| 20   | 2  | Jim Rathmann      | Leader Card 500           | Epperly Indy Roadster | Offenhauser L4 4.5  | F    | 1'04"872 | 3"217     |
| 21   | 52 | Al Keller         | Bardahl/Pat Clancy        | Kurtis Kraft 500G     | Offenhauser L4 4.5  | F    | 1'04"968 | 3"313     |
| 22   | 7  | Johnny Thomson    | D-A Lubricants Racing     | Kurtis Kraft ???      | Offenhauser L4 4.5  | F    | 1'04"978 | 3"323     |
| 23   | 83 | Shorty Templeman  | McNamara/Kalamazoo Sports | Kurtis Kraft 500D     | Offenhauser L4 4.5  | F    | 1'05"018 | 3"363     |
| 24   | 92 | Jerry Unser       | Roy McKay                 | Kurtis Kraft 500G     | Offenhauser L4 4.5  | F    | 1'05"045 | 3"390     |
| 25   | 99 | George Amick      | Norman Demler             | Epperly Indy Roadster | Offenhauser L4 4.5  | F    | 1'05'065 | 3"410     |
| 26   | 61 | Eddie Johnson     | Bryant Heating            | Kurtis Kraft 500G     | Offenhauser L4 4.5  | F    | 1'05"082 | 3"427     |
| 27   | 68 | Len Sutton        | Jim Robbins               | Kurtis Kraft 500G     | Offenhauser L4 4.5  | F    | 1'05"090 | 3"435     |
| 28   | 57 | Art Bisch         | Helse / H.H. Johnson      | Kuzma Indy Roadster   | Offenhauser L4 4.5  | F    | 1'05"100 | 3"445     |
| 29   | 89 | Chuck Weyant      | Dunn Engineering          | Dunn ???              | Offenhauser L4 4.5  | F    | 1'05"110 | 3"455     |
| 30   | 19 | Johnnie Tolan     | Greenman-Casale           | Kuzma Indy Roadster   | Offenhauser L4 4.5  | F    | 1'05"243 | 3"588     |
| 31   | 77 | Mike Magill       | Dayton Steel Foundry      | Kurtis Kraft 500G     | Offenhauser L4 4.5  | F    | 1'05"257 | 3"602     |
| 32   | 59 | Dempsey Wilson    | Bob Sorenson              | Kuzma Indy Roadster   | Offenhauser L4 4.5  | F    | 1'06"028 | 4"373     |
| 33   | 54 | Bill Cheesbourg   | Novi Racing               | Kurtis Kraft 500F     | Novi L8 c 3.0       | F    | 1'06"138 | 4"483     |

### Corrida
| Pos. | Nº | Piloto            | Equipe                    | Chassi                | Motor              | Pneu | Voltas | Tempo                             | Grid | Pontos |
| ---- | -- | ----------------- | ------------------------- | --------------------- | ------------------ | ---- | ------ | --------------------------------- | ---- | ------ |
| 1    | 1  | Jimmy Bryan       | Belond AP/George Salih    | Epperly Indy Roadster | Offenhauser L4 4.5 | F    | 200    | 3h 44m 13s 800ms (215.297 km/h)   | 7    | 8      |
| 2    | 99 | George Amick      | Norman Demler             | Epperly Indy Roadster | Offenhauser L4 4.5 | F    | 200    | 3h 44m 41s 129ms (+27s 329ms)     | 25   | 6      |
| 3    | 9  | Johnny Boyd       | Bowes Seal Fast Racing    | Kurtis Kraft 500G     | Offenhauser L4 4.5 | F    | 200    | 3h 45m 23s 470ms (+1 m 09s 670ms) | 8    | 4      |
| 4    | 33 | Tony Bettenhausen | Jones & Maley Cars        | Epperly Indy Roadster | Offenhauser L4 4.5 | F    | 200    | 3h 45m 48s 610ms (+1m 34s 811ms)  | 9    | 4      |
| 5    | 2  | Jim Rathmann      | Leader Card 500           | Epperly Indy Roadster | Offenhauser L4 4.5 | F    | 200    | 3h 45m 49s 420ms (+1m 35s 620ms)  | 20   | 2      |
| 6    | 16 | Jimmy Reece       | John Zink                 | Watson Indy Roadster  | Offenhauser L4 4.5 | F    | 200    | 3h 46m 30s 750ms (+2m 16s 950ms)  | 3    |        |
| 7    | 26 | Don Freeland      | Bob Estes                 | Phillips ???          | Offenhauser L4 4.5 | F    | 200    | 3h 46m 34s 860ms (+2m 21s 061ms)  | 13   |        |
| 8    | 44 | Jud Larson        | John Zink                 | Watson Indy Roadster  | Offenhauser L4 4.5 | F    | 200    | 3h 49m 47s 820ms (+5m 34s 021ms)  | 19   |        |
| 9    | 61 | Eddie Johnson     | Bryant Heating            | Kurtis Kraft 500G     | Offenhauser L4 4.5 | F    | 200    | 3h 50m 29s 560ms (+6m 15s 760ms)  | 26   |        |
| 10   | 54 | Bill Cheesbourg   | Novi Racing               | Kurtis Kraft 500F     | Novi L8 c 3.0      | F    | 200    | 3h 52m 17s 390ms (+8m 03s 590ms)  | 33   |        |
| 11   | 52 | Al Keller         | Bardahl/Pat Clancy        | Kurtis Kraft 500G     | Offenhauser L4 4.5 | F    | 200    | 3h 53m 28s 000ms (+9m 14s 200ms)  | 21   |        |
| 12   | 45 | Johnnie Parsons   | Fred Gerhardt             | Kurtis Kraft 500G     | Offenhauser L4 4.5 | F    | 200    | 3h 53m 54s 650ms (+9m 40s 851ms)  | 6    |        |
| 13   | 19 | Johnnie Tolan     | Greenman-Casale           | Kuzma Indy Roadster   | Offenhauser L4 4.5 | F    | 200    | 3h 54m 06s 040ms (+9m 52s 240ms)  | 30   |        |
| 14   | 65 | Bob Christie      | Federal Engineering       | Kurtis Kraft 500C     | Offenhauser L4 4.5 | F    | 189    | Rotação                           | 17   |        |
| 15   | 59 | Dempsey Wilson    | Bob Sorenson              | Kuzma Indy Roadster   | Offenhauser L4 4.5 | F    | 151    | Embreagem                         | 32   |        |
| 16   | 29 | A.J. Foyt         | Dean Van Lines            | Kuzma Indy Roadster   | Offenhauser L4 4.5 | F    | 148    | Rotação                           | 12   |        |
| 17   | 77 | Mike Magill       | Dayton Steel Foundry      | Kurtis Kraft 500G     | Offenhauser L4 4.5 | F    | 136    | Bandeira preta                    | 31   |        |
| 18   | 15 | Paul Russo        | Novi Racing               | Kurtis Kraft 500F     | Novi L8 c 3.0      | F    | 122    | Radiador                          | 14   |        |
| 19   | 83 | Shorty Templeman  | McNamara/Kalamazoo Sports | Kurtis Kraft 500D     | Offenhauser L4 4.5 | F    | 116    | Travões                           | 23   |        |
| 20   | 8  | Rodger Ward       | Wolcott Fuel Injection    | Lesovsky ??           | Offenhauser L4 4.5 | F    | 93     | Magneto                           | 11   |        |
| 21   | 43 | Billy Garrett     | H.A. Chapman              | Kurtis Kraft 500G     | Offenhauser L4 4.5 | F    | 80     | Caixa de velocidades              | 15   |        |
| 22   | 88 | Eddie Sachs       | Peter Schmidt             | Kuzma Indy Roadster   | Offenhauser L4 4.5 | F    | 68     | Juntado                           | 18   |        |
| 23   | 7  | Johnny Thomson    | D-A Lubricants Racing     | Kurtis Kraft ???      | Offenhauser L4 4.5 | F    | 52     | Direção                           | 22   |        |
| 24   | 89 | Chuck Weyant      | Dunn Engineering          | Dunn ???              | Offenhauser L4 4.5 | F    | 38     | Acidente                          | 29   |        |
| 25   | 25 | Jack Turner       | Massaglia Hotels          | Lesovsky ??           | Offenhauser L4 4.5 | F    | 21     | Bomba à gasolina                  | 10   |        |
| 26   | 14 | Bob Veith         | Bowes Seal Fast Racing    | Kurtis Kraft 500G     | Offenhauser L4 4.5 | F    | 1      | Colisão                           | 4    |        |
| 27   | 97 | Dick Rathmann     | McNamara/Kalamazoo Sports | Watson Indy Roadster  | Offenhauser L4 4.5 | F    | 0      | Colisão                           | 1    |        |
| 28   | 5  | Ed Elisian        | John Zink                 | Watson Indy Roadster  | Offenhauser L4 4.5 | F    | 0      | Colisão                           | 2    |        |
| FAT  | 4  | Pat O'Connor      | Sumar/Chapman Root        | Kurtis Kraft 500G     | Offenhauser L4 4.5 | F    | 0      | Acidente fatal                    | 5    |        |
| 30   | 31 | Paul Goldsmith    | City of Daytona           | Kurtis Kraft 500G     | Offenhauser L4 4.5 | F    | 0      | Colisão                           | 16   |        |
| 31   | 92 | Jerry Unser       | Roy McKay                 | Kurtis Kraft 500G     | Offenhauser L4 4.5 | F    | 0      | Colisão                           | 24   |        |
| 32   | 68 | Len Sutton        | Jim Robbins               | Kurtis Kraft 500G     | Offenhauser L4 4.5 | F    | 0      | Colisão                           | 27   |        |
| 33   | 57 | Art Bisch         | Helse / H.H. Johnson      | Kuzma Indy Roadster   | Offenhauser L4 4.5 | F    | 0      | Colisão                           | 28   |        |

## Tabela do campeonato após a corrida
|    | Pos. | Piloto              | Pontos |
| -- | ---- | ------------------- | ------ |
|    | 1    | Stirling Moss       | 17     |
|    | 2    | Luigi Musso         | 12     |
|    | 3    | Maurice Trintignant | 8      |
| 31 | 4    | Jimmy Bryan         | 8      |
| 1  | 5    | Harry Schell        | 8      |

|  | Pos. | Construtor    | Pontos |
|  | ---- | ------------- | ------ |
|  | 1    | Cooper-Climax | 19     |
|  | 2    | Ferrari       | 14     |
|  | 3    | Vanwall       | 8      |
|  | 4    | BRM           | 8      |
|  | 5    | Maserati      | 3      |

- Nota: Somente as primeiras cinco posições estão listadas. Por diferenças na concepção aerodinâmica e na regulagem dos carros, as equipes participantes das 500 Milhas de Indianápolis não pontuam no mundial de construtores da Fórmula 1.